# Heinrich-Heine-Gesellschaft
Die Heinrich-Heine-Gesellschaft e. V. in Düsseldorf ist eine literarische Gesellschaft, die es sich zur Aufgabe gemacht hat, „das Werk Heinrich Heines und die damit verbundenen zeitkritischen Anliegen einer breiten Öffentlichkeit zu vermitteln“ (lt. Selbstdarstellung).

## Hintergrund
Die Heine-Gesellschaft wurde am 16. Februar 1956, dem 100. Todestag Heines auf Initiative von Friedrich Maase (1878–1959) und Hans Müller-Schlösser (1884–1956) in Düsseldorf von Maria Alex, H. Arndt, K. Arndt, August Dahm, Hanns Martin Elster, A. Füllinger, Albert Henrich, F. W. Herzog, Hans Lamm, Friedrich Maase, Hans Müller-Schlösser,  Jupp Rübsam, Werner Schiller, Werner Steinberg, K. Sternfeld, Dr. Taube, V. von Vitany, Paul Vogelpoth und W. Wisbrun gegründet. Ihr erklärtes Ziel ist die Unterstützung der Heine-Forschung. Sie kooperiert mit dem Düsseldorfer Heinrich-Heine-Institut und fördert durch Neuerwerbungen dessen Heine-Archiv. Sie ist seit 1966 Mitherausgeberin des Heine-Jahrbuchs. Sie wirkt regional, aber auch  international durch ihre Zusammenarbeit mit den französischen (Association des amis de Henri Heine) und amerikanischen (North-American Heine-Society) Heine-Gesellschaften. Sie hat über 1.200 Mitglieder.
2006 bekam die Gesellschaft den Hartmut-Vogel-Preis für Literaturvermittlung der Arbeitsgemeinschaft Literarischer Gesellschaften und Gedenkstätten (ALG) verliehen.

## Vorsitzende (Stellvertreter)
- 1956–1959 Hanns Martin Elster (Hans Müller-Schlösser, ab 1957 Kurt Schümann)
- 1960–1961 Hans Lamm (Wolfgang Colden) Notvorstand
- 1962–1967 Helmut von Frankenberg (Gerhart Söhn)
- 1968–1973 Gerhart Söhn (Karl Wolfram, Hedwig Walwei-Wiegelmann)
- 1973–1983 Wilhelm Gössmann (Hartmut Schmidt, Joseph A.Kruse bis 1981, dann Gerhart Söhn)
- 1983–1993  Gerd Högener (Gerhart Söhn, ab 1991 Johanna von Bennigsen-Foerder )
- 1993–2001 Johanna von Bennigsen-Foerder (Bernd Dieckmann)
- 2001–2002 Hergard Rohwedder (Beate Hoffmann-Becking)
- 2002–2004 Ingrid Bachér (Gert Kaiser)
- 2004–2016 Joseph Anton Kruse (Renate Loos)
- seit 2017 Felix Droste (Martin Roos)

## Ehrengabe der Heinrich-Heine-Gesellschaft
Seit 1965 vergibt die Heine-Gesellschaft in unregelmäßigen Abständen die undotierte Ehrengabe der Heinrich-Heine-Gesellschaft als Literaturpreis. Diese war von 1972 bis 1983 eine von Elmar Hillebrand geschaffene Bronzeplakette, von
1984 bis 2000 eine von Bert Gerresheim geschaffene versilberte Kleinbronze Lazarus-Kopf und ist seit 2003 das Objekt Die Schere der Zensur in einem Buch des Dichters aus versilberter Bronze aus der Werkstatt von Bert Gerresheim (Abbildung in ).

### Bisherige Empfänger der Heinrich-Heine-Ehrengabe
- 1965 Max Brod
- 1972 Hilde Domin
- 1976 Marcel Reich-Ranicki
- 1981 Martin Walser
- 1984 Peter Rühmkorf
- 1989 Kay und Lore Lorentz
- 1992 Sarah Kirsch
- 1994 Tankred Dorst
- 1997 Ruth Klüger
- 2000 Bernhard Schlink
- 2003 Dieter Forte
- 2006 Alice Schwarzer
- 2009 Herta Müller
- 2012 Dževad Karahasan
- 2015 Roger Willemsen[2]

## Weblink
- Homepage der Heinrich-Heine-Gesellschaft